# Ланя (Куявсько-Поморське воєводство)
Ланя (пол. Łania, нім. Lahnen) — село в Польщі, у гміні Ходеч Влоцлавського повіту Куявсько-Поморського воєводства.
Населення — 103 особи (2011).
У 1975-1998 роках село належало до Влоцлавського воєводства.

## Демографія
Демографічна структура станом на 31 березня 2011 року:
|          | Загалом | Допрацездатний вік | Працездатний вік | Постпрацездатний вік |
| -------- | ------- | ------------------ | ---------------- | -------------------- |
| Чоловіки | 53      | 7                  | 39               | 7                    |
| Жінки    | 50      | 14                 | 26               | 10                   |
| Разом    | 103     | 21                 | 65               | 17                   |